# 잼 세션

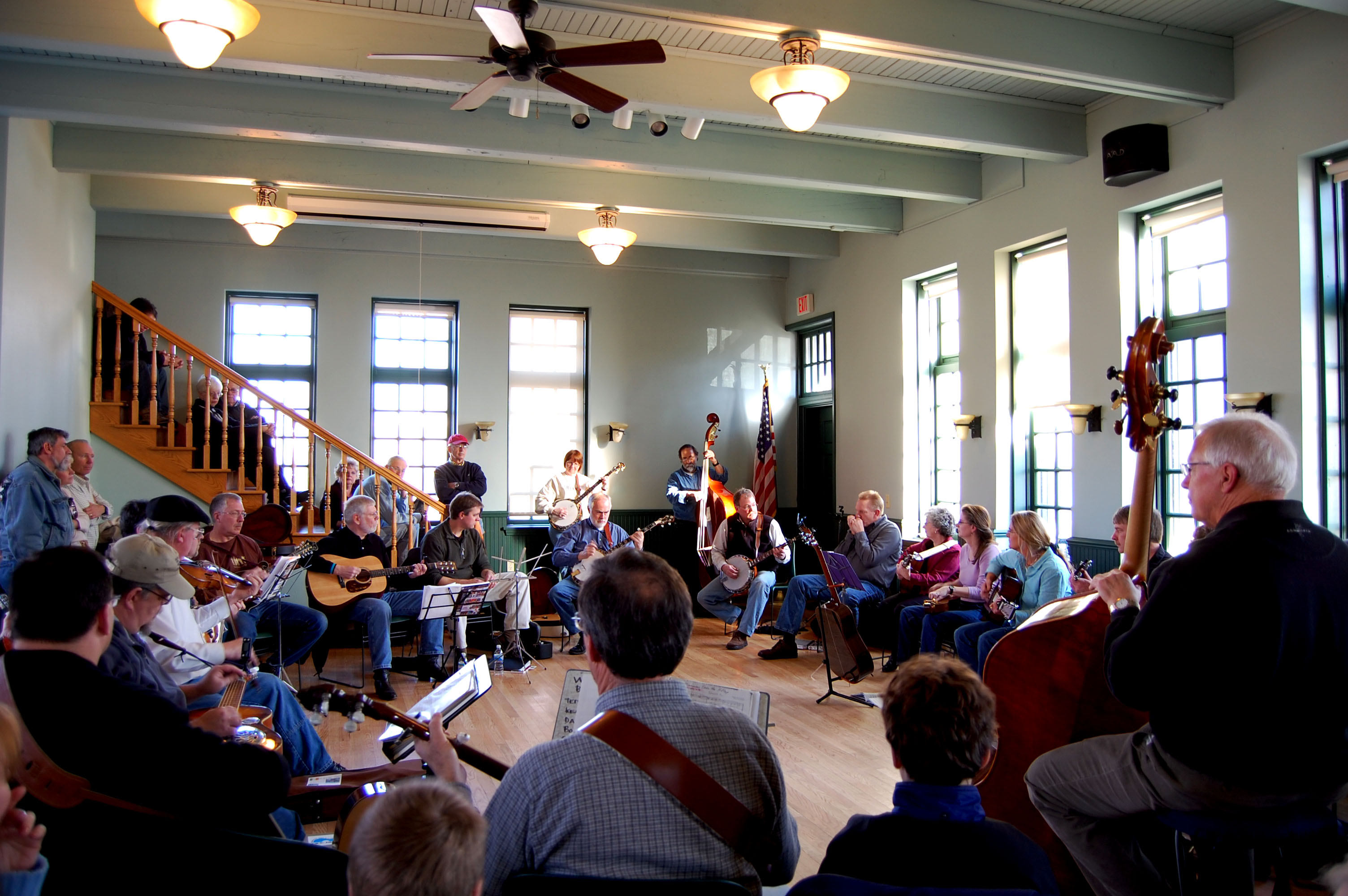
블루그라스 뮤직 잼 (2009년 2월 8일)

잼 세션(jam session)은 활동 영역을 달리하는 뮤지션이 모여 즉흥의 재간을 겨루는 자유로운 음악회합을 말한다. 커팅 콘테스트(지쳐 떨어질 때까지 연주를 겨루는 시합)에서 발전한 것으로 1940년대에 절정기를 맞이했다. 최초는 뮤지션들만이 즐기는 모임이었으므로 무료였으나 흥행베이스에 오른 후부터는 재즈쇼로 성황을 보였다. 현재는 흥행 이외에는 거의 하지 않게 되었다.

## 같이 보기
- 프리 재즈
- 스캣
- 세션 음악가